# Henri-Pierre Pellegrin
Henri-Pierre Pellegrin, surnommé H-Pi (né le 20 juillet 1980 à Salon-de-Provence), est un compositeur de jeu vidéo et musicien français, notamment connu pour la réalisation de la bande-son de TrackMania, premier jeu de la série éponyme, les jeux Styx de Cyanide (Master of Shadows et Shards of Darkness), dont le second a reçu le Ping Award 2017 de la meilleure bande-son,,,. Il a également composé les musiques des cinématiques du jeu Streets of Rage 4.
Depuis plusieurs années, H-Pi a également participé à plusieurs groupes de musique (Lokurah, Discloser, Aeterna Hystoria ,etc.) . L'un des morceaux qu'il a composé est également inclus dans la bande originale du film Elle, réalisé par Paul Verhoeven en 2016, alors qu'il est employé chez Game Audio Factory,. 
H-Pi a aussi participé, en tant qu'invité, en 2015, 2017 et 2020 à l'adaptation française du « marathon caritatif » (lancée en 2013 par l'association Loisirs Numériques et les éditions Omake Books), appelé le Desert Bus de l'Espoir, au profit de l'association Petits Princes, dont le but est de réaliser le rêve d'enfants et d'adolescents gravement malades et de soutenir les familles,.

## Biographie
Henri-Pierre Pellegrin est originaire du sud de la France (Salon-de-Provence) et apprend en premier lieu le piano dès sept ans. Ses instruments de prédilections sont le piano, la basse, et il joue un peu de guitare, « par la force des choses » selon ses déclarations en 2016. C'est également un passionné de jeu vidéo, qui s'intéresse bien sûr très tôt à la musique de jeu vidéo. Il n'hésite pas à passer « une demi-heure dans le sound test à écouter les musiques avant de jouer sur [sa] Mega Drive ». Par la suite, il travaille chez Nadeo (juin à décembre 2003) où il rentre pour la première fois à l'occasion d'un stage, puis chez Gameloft (juillet 2005 à février 2009), chez Game Audio Factory (février 2009 à décembre 2014), avant de redevenir indépendant. Il compose les parties sonores de jeux comme TrackMania (sa première bande-son d'un jeu vidéo), Le Tour de France 2014, Aarklash: Legacy, les jeux Styx de Cyanide (Master of Shadows et Shards of Darkness) ou encore Regalia: Of Men and Monarchs,. Début 2018, il a travaillé sur près de soixante bandes-sons de jeu vidéo. Même si ses influences sont diverses et ses créations ont évolué depuis sa première bande-son, il cite le « jazz rock de Frank Zappa [comme sa] référence ultime ».

## Son travail surTrackMania
H-Pi réalise toutes les musiques du jeu, mais aussi les bruitages et les sons de TrackMania. Pellegrin dévoile que Nadeo lui laisse « pas mal de liberté ». Il travaille également en parallèle sur la bande-son de Virtual Skipper 3. Il s'occupe de toute la partie sonore de TrackMania et réalise les choix des sons et propose ses idées pour l'intégration dans le moteur du jeu. Il estime que si les effets sonores du jeu ne sont pas les meilleurs possibles, l'équipe et lui ont réussi à réaliser des bruits de moteurs avec seulement quatre sample, ce qui exige beaucoup de travail pour un débutant. Il rajoute également qu'en tant que musicien et compositeur, il intègre des compositions personnelles. Cependant, depuis, il dévoile ne pas trop communiquer sur la création de cette bande-son, partant du principe que la qualité de production de celle-ci est en complet décalage avec ses créations postérieures. Castelnérac demande à Pellegrin de créer un morceau dans le style chiptune pour le thème principal dans le but de donner un effet retrogaming, bien que ce dernier ne vienne pas de cet univers. Le thème que compose H-Pi subit « beaucoup de bidouilles avec le tracker, [...] vite fait », puis est intégré dans le jeu. Sur les autres pistes, il mélange des styles musicaux qu'il décrit lui-même comme « complètement incongrus », comme du jazz rock avec des cors et un peu d'electro et du « rock alpin proche de ce qui est joué dans les jeux de snowboard ».
Pellegrin dévoile qu'il obtient pour son travail des retours très enthousiastes de chez Focus Home Interactive, l'éditeur du jeu, mais il découvre pour la première fois des critiques qu'il prend « en pleine face » (selon son expression) de la part des joueurs et des journalistes.

## Son travail surStyx
Pellegrin réalise la partie sonore des jeux Styx de Cyanide (Master of Shadows et Shards of Darkness). Pellegrin obtient le Ping Award 2017 de la meilleure bande-son pour les musiques composées pour Shards of Darkness pour le compte de Game Audio Factory,.

## Carrière
- Nadeo : juin à décembre 2003.
- Gameloft : juillet 2005 à février 2009.
- Game Audio Factory : février 2009 à décembre 2014
- Indépendant : 2014

## Ludothèque
- TrackMania (2003, musique et son)
- Virtual Skipper 3 (2003, musique et son)
- TrackMania: Power Up! (2004, musique)
- TrackMania Original (2005, musique et son)
- Toboclic (2004-2015, musique)
- Mobiclic (2004-2015, musique)
- Tom Clancy's Rainbow Six: Vegas Mobile (2006, musique et son)
- Mystery Mansion Pinball (2006, musique et son)
- Lumines Mobile (2006, musique et son)
- Bubble Bash! (2006, musique)
- AND 1 Streetball Mobile (2006, son)
- Splinter Cell Double Agent Mobile (2006, musique et son)
- Rayman Kart (2007, musique)
- Platinum Sudoku (2007, musique et son)
- Brain Challenge Vol. 2: Stress Management (2007, son)
- Rock N Blocks (2008, musique et son)
- Guitar Rock Tour (2008, son)
- Midnight Play! Pack (2008, musique)
- Brain Challenge (2008, son)
- The Oregon Trail (en) (2009, son)
- My Baby 2 (2009, musique)
- Amour sucré (2011, musique)
- Fantasy Rivals (2012, musique et son)
- Urban Rivals (2012, musique)
- Aarklash Legacy (2013, musique)
- Styx: Master of Shadows[1] (2014, musique)
- The Crew (2014, facial audio recorder)
- Pro Cycling Manager saison 2014 : Tour de France (2014, musique)
- Eldarya (2015, musique)
- Styx: Shards of Darkness[2] (2017, musique)
- Regalia: Of Men and Monarchs[13],[14] (2017, musique)
- Dobble Duel (2017, musique)
- Brave Frontier: The Last Summoner (2018, musique et son)
- Tennis Manager 2018 / 2019 / 2020 (2018, musique)
- Streets of Rage 4 (2020, musique des cinématiques)
- Werewolf: The Apocalypse - Earthblood (2021, musique)
- The Architect: Paris (2021, musique)